# アラブ イスラーム学院

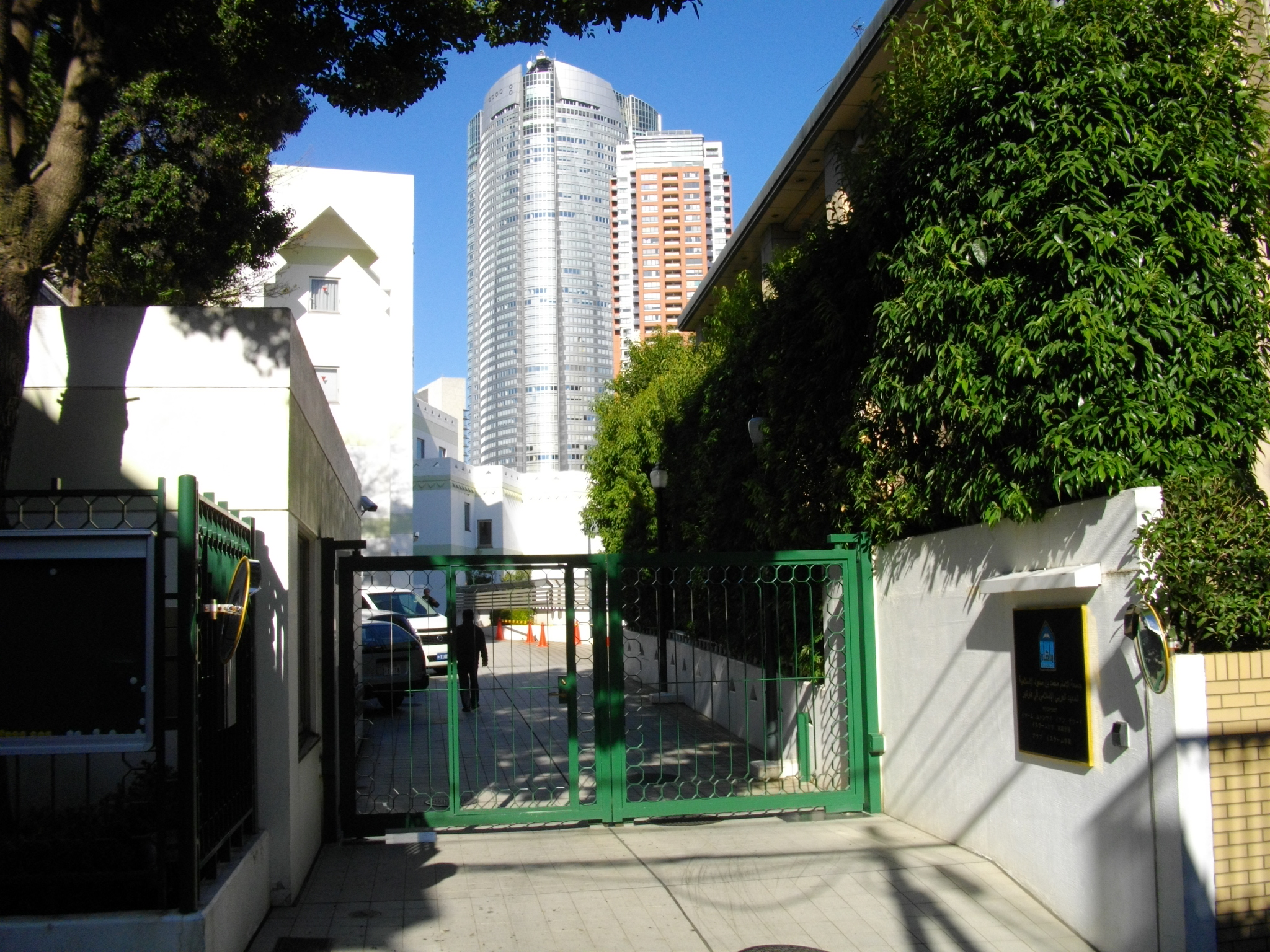
アラブ イスラーム学院の入口

アラブ イスラーム学院 （アラブ イスラームがくいん、アラビア語: المعهد العربي الإسلامي في طوكيو Al-Maʻhad al-ʻArabī al-ʾIslāmī fī Ṭūkyū、英語: Arabic Islamic Institute in Tokyo, AIIT）は、東京都港区元麻布にある在日サウジアラビア大使館付属の文化センターであり、イマーム・ムハンマド・イブン・サウード・イスラーム大学の東京分校と位置づけられている。
設立は1982年。2019年12月14日に施設は閉鎖。現在はウェブサイトも無くなり閉校した形となっている。

## 組織

### 概要と目的
イマーム・ムハンマド・イブン・サウード・イスラーム大学の世界に数多くある分校のうちのひとつであり、サウジアラビア王国の政府予算から拠出を受けている。日本とアラブ・イスラーム圏との相互理解・友好関係の強化を目的とし、アラビア語教育などアラブ・イスラーム文化に関する情報提供や交流活動を行なっている。

### 沿革
- 1982年　イマーム大学（アラビア語版、英語版）の東京分校として設立、渋谷に仮校舎を設置（賃貸借）。アラビア語講座開始。
- 1987年　麻布にある、サウジアラビア大使館内へ移転。
- 1996年　旧大使館建物取り壊し、再建築（〜1998年）
- 2001年　アラビア語講座新プログラム（現在のもの）開始[2]。
- 2019年　施設閉鎖
- 2020年　学院閉鎖前から登録していた生徒に限り別会場で授業を提供

### 学院長
- 2014年6月4日～ ナーセル・ムハンマド・アルオマイム博士（アラビア語: د. ناصر بن محمد العُميم、英語: Dr. Nasser Mohammed S. ALOMAIM）[4]

## 過去の活動内容

### アラビア語クラス
ネイティブの講師によりアラビア語で授業が行われるのが本学院の特長で、初歩から始めて2年間でアラブ諸国の中学・高校レベルの基礎的な正則アラビア語を身に付けることを狙いとしたカリキュラムが組まれている。昼間と夜間の2つのクラスがあり、昼間は月曜日から金曜日までの毎週5日10:00～14:00、夜間は月曜日・水曜日・金曜日の毎週3日18:30～20:30に授業が行われる。既習者はレベルチェックテストに合格すればレベル2から学習可能。学生数は昼間、夜間の各30名ずつが上限となっている。
受講資格は日本国籍あるいは自国の大使館からの推薦状のある者で、加えて昼間クラスが18歳以上の高卒以上、夜間クラスが15歳以上の中卒以上であることが条件となっている。また、レベル4まである学期末試験に合格して修了したら、イマーム大学より基礎アラビア語課程の学位が正式に授与される。

### アラビア語課外講座
本田孝一によるアラビア語書道教室、アラブ文学、日本語アラビア語間翻訳などの講座がある。

### シンポジウム
不定期ではあるが、各回のテーマに沿った学院内外からの講師による研究発表を行なっている。これまでのテーマには、「日本とアラブの文化交流について(2001年)」、「サウジアラビアと日本-新時代の戦略的パートナーシップ(2006年)」、「サウジアラビアと日本における情報通信技術(ICT)(2007年)」などがある。

### アラビア語コンテスト（旧・アラビア語オリンピック）
2003年より毎年1回、大学院生・大学生・専門学校生・高校生を対象として学院内外から参加者を募り開催している。初回（2003年6月28日）から第12回（2015年4月25日）までは、アラビア語オリンピック（アラビア語: مسابقات "أولمبياد" اللغة العربية）として開催されていた。競技種目は、アラビア語タイピング、アラビア書道、アラビア語スピーチであり、1種目から参加できる。

### 文化交流
アラブ イスラーム学院は、日本とアラブ世界との文化交流において、その一翼を担っている。さまざまな活動を通して、アラブ世界を日本に、日本をアラブ世界に紹介している。日本語・アラビア語版両方でのホームページの作成（英語版も有）や、両言語で行われるシンポジウムでの講演を論文集としてまとめたものを、日本語・アラビア語に翻訳し、それぞれ日本語版・アラビア語版として出版・配布している（無料）。

### 学術提携
2015年5月20日、東海大学がアラブ イスラーム学院と連携に関する覚書を締結した。同覚書は、アラブ・イスラム世界との相互理解を深める教育プログラムを両校で連携して開講し、両国の友好関係の深化につなげることを目的としている。調印式は日本・サウジアラビア国交樹立60周年記念行事の一つとして実施され、東海大学の山田学長やアラブ イスラーム学院のアルオマイム学長、両学の関係者だけでなく、サウジ王族や駐日サウジアラビア大使も列席した。

### その他活動
- さまざまな団体・学生の学院訪問受け入れ
- 小中学校への訪問、交流活動
- アラビア語、アラブとその文化、サウジアラビアとその文化、イスラームなどについてのさまざまなコンテンツをHP上で提供

## 主張
全体としてイスラーム原理主義に近い立場（当学院の主張するところによれば、『正統にして純粋なるイスラームの教え』）をとっている。

### イスラームと他宗教との関係について
一般者向けの部分では、『イスラームは他宗教に対して寛容であり、キリスト教徒やユダヤ教徒と共存してきた。』と主張している。
キリスト教徒が書いたイスラームとの友好をうたうコンテンツも掲載されている。

### ジハードに関して
イスラームは「侵略戦争および単なる私利私欲のための戦争」を禁止し、防衛戦争のみを認めていると主張している。ただし、「イスラームの布教は善あるいは良い言葉によって成され、そして最終的なところに武力が位置づけられるのです」として、非常に慎重ながらイスラームから異教徒への布教を目的とした攻撃戦争を認めるかのようにとりうる文言も存在している。
現実のサウジアラビア王国は施政権の及ぶ範囲に支配者の定義する『イスラーム』に基づいた秩序を貫徹させることに熱心なイスラーム原理主義国家ではあるものの、イスラーム原理主義の武装組織と違い異教徒との戦いに積極的なわけではなく、むしろ親米国家である。当学院のジハードに関する考えの穏健さはこのことを反映しているという見方もある。

## 参照
1. 1 2  学院紹介 | アラブ イスラーム学院
2. 1 2  新学院長就任のご案内・学院からの挨拶 | アラブ イスラーム学院
3. ↑  沿革（アラビア語）
4. ↑  アラブ イスラーム学院さんのツイート: "本日よりナーセル・ムハンマド・アルオマイム博士がアラブ イスラーム学院の学院長を務めます。引き続きのご成功をお祈りします。" (المعهد العربي-طوكيو على تويتر : "باشر اليوم الدكتور ناصر بن محمد العميم عمله مديراً للمعهد العربي الإسلامي في طوكيو . دعواتنا له بدوام التوفيق .") （アラビア語） - 2014年6月4日
5. 1 2  通年アラビア語クラス | アラブ イスラーム学院
6. ↑  アラビア書道教室について
7. ↑  シンポジウムについて
8. ↑  アラビア語オリンピック | アラブ イスラーム学院
9. ↑  アラビア語オリンピック | アラブ イスラーム学院 (مسابقات "أولمبياد" اللغة العربية | المعهد العربي الإسلامي في طوكيو) （アラビア語）
10. ↑  第13回アラビア語コンテストのお知らせ | アラブ イスラーム学院
11. ↑  外務省ホームページ
共同声明　日本・サウジアラビア王国間の戦略的・重層的パートナーシップ構築に向けて（仮訳）　声明文その11
12. ↑  アラブ・イスラーム学院と連携に関する覚書を締結しました｜東海大学 - 2015年6月2日
13. 1 2  イスラームとは
14. ↑  「イスラーム世界とキリスト教」〜アラブ　イスラーム学院を訪ねて〜
15. ↑  イスラームQ＆A【ジハードについて】　またここでは、ムハンマド自身が異教徒に改宗を強いたことはまったくなかったとも主張している